# Альберто Лупо
Альберто Зоболи (итал. Alberto Zoboli; 19 декабря 1924, Генуя — 13 августа 1984, Сан-Феличе-Чирчео, Лацио), больше известен как Альберто Лупо (итал. Alberto Lupo) — итальянский актёр театра и кино, телеведущий.
Лупо изучал актерское мастерство и сделал успешную карьеру в театре в качестве актёра. Он много работал на телевидении, а также появился в качестве певца. Лупо был награжден премией «Серебряная лента» в 1961 году за роль Дамиано Дамиан в фильме «Наёмный убийца».
Был женат на актрисе Лиле Рокко.

## Избранная фильмография
- 1954 — «Странствия Одиссея»
- 1961 — «Наёмный убийца»
- 1962 — «Монах из Монцы»

## Телевидение
- 1967 — «Canzonissima»
- 1971—1972 — «Teatro 10»